# Sega Lindbergh
Sega Lindbergh — аркадна система, яку випускала фірма Sega. Побудована на апаратних засобах PC, має ідентичну архітектуру. До релізу системи були розмови про її емуляцію, хоча Sega офіційно оголосила, що в системі застосовано багато способів захисту від порушення авторського права. Вони полягають у використанні специфічної системної плати, на південному мосту якої розташовано кодек-чіп, що шифрує/дешифрує інформацію, яка надходить з привода DVD і жорсткого диска.
Згідно з заявою Хіросі Катаоки, президента Sega AM2, портувати тайтли Lindbergh (такі як Virtua Fighter 5) на PlayStation 3 легше, ніж на Xbox 360, оскільки Lindbergh і PS3 використовують графічні процесори, розроблені однією компанією, Nvidia.
Спадкоємцем Lindbergh стала серія Ring (RingEdge і RingWide), що означає, що для системи більше не будуть випускатися ігри, і останньою грою для неї стала MJ4 Evolution.

## Технічні характеристики[3]
- CPU :
  - Intel Pentium 4 3.0 ГГц (800 МГц FSB, 1 МБ L2 Cache, HT) (Lindbergh Yellow)
  - Intel Celeron 2,8 ГГц (Lindbergh RED)
- RAM : 184pin DDR SDRAM PC3200 512 МБ x 2
- GPU :
  - nVidia GeForce 6800GT — 256bit GDDR3 256 МБ, підтримка Vertex Shader 3.0 та Pixel Shader 3.0 (рання модель Yellow)
  - nVidia GeForce 7800GS (пізня модель Yellow)
  - nVidia GeForce 7600GS (модель RED)
- HDD : 40 Гб
- Звук: 64 канали, вихід 5.1 S/PDIF
- LAN: вбудована мережева плата 10/100/1000 BASE-TX, конектор JVS I/O
- I/O: 2ch 1ch 232 422
- чотири USB порти
- підтримка HDTV
- Операційна система: MontaVista Linux[en] (моделі Yellow та RED), Windows XP Embedded (модель Blue)

## Список ігор для Lindbergh

### Випущені
- After Burner Climax[ja] (2006)
- Ami-Gyo (2005)
- Ghost Squad Evolution[en] (2007)
- Harley Davidson: King of the Road (2008)
- Hummer (2008)
- Initial D Arcade Stage 4[en] (2007)
- Initial D Arcade Stage 4 Kai (2008)
- Initial D Arcade Stage 4 Limited (2008)
- Initial D Arcade Stage 5 (2009)
- Lets Go Jungle[en] (2006)
- Lets Go Jungle Special (2007)
- Outrun 2 SP SDX[en] (2006)
- Virtua Tennis 3[en] (Power Smash 3) (2006)
- Primeval Hunt[en] (2008)
- Psy-Phi[en] (2006) (прототип)
- R-Tuned: Ultimate Street Racing[en] (2008)
- Rambo[en] (2008)
- Sega Race TV[en] (2007)
- The House of the Dead 4[en] (2005)
- The House of the Dead 4 Special (2006)
- The House of the Dead EX (2008)
- Virtua Fighter 5[en] (2006)
- Virtua Fighter 5 R (2008)
- Virtua Fighter 5 Version B
- Virtua Fighter 5 Version C
- Virtua Fighter 5 Version D
- 2 Spicy (2007)
- Virtua Fighter 5 Final Showdown (2010)
- MJ4 Evolution (2011)